# Supercopa de China
La Supercopa de China es una competición de fútbol de China que enfrenta al campeón de la Superliga de China contra el ganador de la Copa FA de China. Esta competición fue estrenada en 1995 y se disputa cada año antes del inicio de la Liga. 
La competencia descontinuada en 2004 se restituyo el año 2012.

## Palmarés
| Edición   | Fecha                 | Campeón                  | Resultado        | Subcampeón               | Lugar                                             |
| --------- | --------------------- | ------------------------ | ---------------- | ------------------------ | ------------------------------------------------- |
| 1995      | 09-12-1995            | Shanghai Shenhua (L)     | 1 - 0            | Jinan Taishan            | Estadio Hongkou, Shanghái                         |
| 1996      | 09-03-1997            | Dalian Wanda (L)         | 3 - 2            | Beijing Guoan            | Estadio Shenzhen, Shenzhen                        |
| 1997      | 12-03-1998            | Beijing Guoan            | 2 - 1            | Dalian Wanda (L)         | Wenzhou Sports Centre, Wenzhou                    |
| 1998      | 07-03-1999            | Shanghai Shenhua         | 3 - 0            | Dalian Wanda (L)         | Estadio Mianyang, Mianyang                        |
| 1999      | 04-03-2000            | Liaoning Whowin (L)      | 3 - 0            | Shandong Luneng Taishan  | Estadio Hongkou, Shanghái                         |
| 2000      | 30-12-2000            | Dalian Shide (L)         | 4 - 1            | Chongqing Lifan          | Estadio Hongkou, Shanghái                         |
| 2001      | 26-02-2002 02-03-2002 | Shanghai Shenhua (L)     | 1 - 1, 2 - 0     | Dalian Shide             | Estadio Hongkou, Shanghái Estadio Jinzhou, Dalian |
| 2002      | 06-02-2003            | Dalian Shide (L)         | 1 - 0            | Qingdao Jonoon           | Wuhan Sports Center, Wuhan                        |
| 2003      | 18-01-2004            | Beijing Guoan            | 4 - 3            | Shanghai Shenhua (L)     | Wuhu Olympic Park, Wuhu                           |
| 2004-2011 | No disputada          | No disputada             | No disputada     | No disputada             | No disputada                                      |
| 2012      | 25-02-2012            | Guangzhou Evergrande (L) | 2 - 1            | Tianjin Teda             | Guangzhou University Town Stadium, Guangzhou      |
| 2013      | 03-03-2013            | Jiangsu Sainty           | 2 - 1            | Guangzhou Evergrande (L) | Estadio Tianhe, Guangzhou                         |
| 2014      | 17-02-2014            | Guizhou Renhe            | 1 - 0            | Guangzhou Evergrande (L) | Guiyang Olympic Sports Center, Guiyang            |
| 2015      | 14-02-2015            | Shandong Luneng          | 0 - 0 (5-3 pen.) | Guangzhou Evergrande (L) | Estadio Yellow Dragon, Hangzhou                   |
| 2016      | 27-02-2016            | Guangzhou Evergrande (L) | 2 - 0            | Jiangsu Suning           | Centro de Deportes Olímpicos, Chongqing           |
| 2017      | 25-02-2017            | Guangzhou Evergrande (L) | 1 - 0            | Jiangsu Suning           | Centro de Deportes Olímpicos, Chongqing           |
| 2018      | 26-02-2018            | Guangzhou Evergrande (L) | 4 - 1            | Shanghai Shenhua         | Estadio Hongkou, Shanghái                         |
| 2019      | 23-02-2019            | Shanghai SIPG (L)        | 2 - 0            | Beijing Guoan            | Estadio de Shanghái                               |
| 2023      | 08-04-2023            | Wuhan Three Towns (L)    | 2 - 0            | Shandong Luneng FC       | Estadio Yellow Dragon, Hangzhou                   |
| 2024      | 25-02-2024            | Shanghai Shenhua         | 1 - 0            | Shanghái Port (L)        | Estadio Hongkou, Shanghái                         |
| 2025      | 07-02-2025            | Shanghai Shenhua         | 3 - 2            | Shanghái Port (L)        | Kunshan Olympic Sports Center, Kunshan            |

- (L) equipo campeón de la Liga.

## Títulos por club
| Club                    | Campeón | Años campeón                 | Subcampeón | Años subcampeón  |
| ----------------------- | ------- | ---------------------------- | ---------- | ---------------- |
| Shanghai Shenhua FC     | 5       | 1995, 1998, 2001, 2024, 2025 | 2          | 2004, 2018       |
| Guangzhou Evergrande FC | 4       | 2012, 2016, 2017, 2018       | 3          | 2013, 2014, 2015 |
| Dalian Shide FC †       | 3       | 1996, 2000, 2002             | 3          | 1997, 1998, 2001 |
| Beijing Guoan FC        | 2       | 1997, 2003                   | 2          | 1996, 2019       |
| Shandong Luneng FC      | 1       | 2015                         | 3          | 1995, 1999, 2023 |
| Jiangsu Suning FC       | 1       | 2013                         | 2          | 2016, 2017       |
| Shanghai SIPG/Port      | 1       | 2019                         | 2          | 2024, 2025       |
| Liaoning FC             | 1       | 1999                         | -          | -----            |
| Guizhou Renhe FC        | 1       | 2014                         | -          | -----            |
| Wuhan Three Towns       | 1       | 2023                         | -          | -----            |
| Chongqing Lifan FC      | -       | -----                        | 1          | 2000             |
| Qingdao Jonoon FC       | -       | -----                        | 1          | 2002             |
| Tianjin Teda FC         | -       | -----                        | 1          | 2012             |

- † Equipo desaparecido.